# Mark (Dintel)
A Mark belga folyó, amely a belgiumi Antwerpen tartományban található Merksplas település közelében ered és Hollandiában, Észak-Brabant tartomány területén ömlik a Dintel folyóba.
Belgiumi mellékfolyói a Kleine Mark, a Hollandse Loop és a Merkske. Belgium területén a folyó Merksplas, Koren és Hoogstraten települések közelében folyik.
Hollandiában Bovenmark és Breda közelében folyik, illetve utóbbi város csatornarendszerébe csatlakozik. A város közelében találkozik legnagyobb mellékfolyójával, az Aa vagy Weerijs folyóval. Terheijden közelében a folyó széles ívben nyugat felé kanyarodik, majd Standdaarbuiten közelében torkollik a Dintelbe, amely folyó Volkerak-nál lép be a Hollandsch Diep-be (a Rajna, Schelde és a Maas folyó közös torkolatába).
1981. szeptember 20-án egy oroszlánfóka tűnt fel a Mark folyón, Ginneken település közelében. Szakértők szerint igen ritka, hogy ezek az állatok ennyire eltávolodjanak a nyílt tengertől. Az állat mindenesetre keresztülúszott a Volkeraksluizen és Dintelsas közelében kiépített zsilipeken és a Markon úszott Breda felé. A fókát, amelyet Moby Dick-nek neveztek el, a következő napokban befogták és az Északi-tengeren szabadon engedték, de emlékét Bredaban, a Koningin Emmalaan-on szobor őrzi.
Olaf Douwes Dekker holland költő 2007-ben In het Markdal (A Mark völgyében) címmel adta ki új verseskötetét.